# Bibio elmoi
Bibio elmoi är en tvåvingeart som beskrevs av Papp 1982. Bibio elmoi ingår i släktet Bibio och familjen hårmyggor. Inga underarter finns listade i Catalogue of Life.